# Günther Huniat
Günther Huniat (* 23. September 1939 in Thammühl/Böhmen, dem heutigen Staré Splavy) ist ein deutscher Maler, Grafiker und Bildhauer.

## Leben
Günther Huniat kam 1946 als Vertriebener aus der Tschechoslowakei nach Mecklenburg. Dort erhielt er nach der Grundschule eine Ausbildung zum Möbeltischler. 1958 bis 1961 studierte Huniat, teilweise in Fernkursen, Pädagogik am Pädagogischen Institut Leipzig. Sei 1960 lebt und arbeitet er in Leipzig. 1965 bis 1968 studierte er Sozialpädagogik in Ludwigsfelde. Danach arbeitete Huniat bis 1971 in der Volksbildung als Sozialpädagoge. Daneben hatte er sich bereits seit 1963 autodidaktisch künstlerisch betätigt, wozu er 1965 in Leipzig-Stötteritz in der Holzhäuser Straße 73 ein Atelier anmietete. Nach dessen Abriss pachtete er ein dahinterliegendes Gartengelände. Der "Garten" wurde zum Treffpunkt vieler Künstler und war Ausgangspunkt zahlreicher Aktionen. Huniat gab mehreren Künstlern Raum für plastische Arbeiten. Am längsten arbeitete Frieder Heinze dort. In dieser Zeit gaben sie dem "Garten" den Namen "Atelier Mogollon".1980 gründeten beide auf der Brache davor die „Freiluftgalerie Stötteritz“, die ab 1990 durch einen Verein getragen wurde und bis 2013 jährliche Wechselausstellungen zeigte. „Hier fanden die wohl wichtigsten frühen Ansätze für einen nicht-akademischen künstlerischen Ausdruck und seine eigenverantwortliche Präsentation ihr Zentrum.“  Ende der 1960er Jahre lernt Huniat Gerhard Altenbourg kennen, mit dem sich ein reger Austausch entwickelt. Freundschaften pflegte er u. a. mit Roland Frenzel und Gil Schlesinger und zur Künstlergruppe Clara Mosch, Chemnitz, sowie mit dem Kunstwissenschaftler Henry Schumann.
Gemeinsam mit Lutz Dammbeck, Günter Firit, Hans-Hendrik Grimmling, Frieder Heinze und Olaf Wegewitz initiierte Huniat 1984 den „Ersten Leipziger Herbstsalon“.
1994 gründete er mit Harald Bauer (1938–2013), Dietrich Gnüchtel (* 1942), Caroline Kober (* 1962) und Hael Yggs (* 1956) die Erste Leipziger Autorengalerie.
Huniat war von 1973 bis 1989 Mitglied des Verbands Bildender Künstler der DDR und von 1990 bis 2018 des Bundes Bildender Künstler Leipzig. Er war in der DDR neben einer bedeutenden Anzahl von Einzelausstellungen und Ausstellungsbeteiligungen 1977/1978 und 1987/1988 an der VIII. und X. Kunstausstellung der DDR in Dresden beteiligt.
Huniat lebt und arbeitet in Leipzig-Stötteritz. Seine Arbeitsgebiete sind Malerei, Grafik, Objekt und Skulptur.

## Künstlerbücher und Buchillustrationen (Auswahl)
- Petra Werner: Poesiealbum 110. Verlag Neues Leben, Berlin, 1976
- Iwan Goll: Gedichte. Verlag Neues Leben, Berlin, 1982 (Poesiealbum 182)
- Reinhard Bernhof: Tägliches Utopia. Gedichte. Verlag Philipp Reclam jun. Leipzig, 1987
- Blindenbuch. Künstlerbuch gemeinsam mit Frieder Heinze, Ralf Klement, Olaf Wegewitz und Fotis Zapratis in einer Auflag von 45 Exemplaren. Selbstverlag, Leipzig, 1988

## Museen und öffentlichen Sammlungen mit Werken Huniats (unvollständig)
- Altenburg: Lindenau-Museum
- Galerie Moritzburg Halle
- Gera:  Otto-Dix-Haus
- Köln: Museum Ludwig
- Leipzig: Kunsthalle der Sparkasse Leipzig
- Lindenau Museum Altenburg
- Museum der bildenden Künste Leipzig
- Nationalgalerie Berlin
- Nürnberg: Germanisches Nationalmuseum
- Sammlung Lichtenstein, Göpfersdorf
- Stendal: Winckelmann-Museum[2]
- St. Petersburg: Eremitage

## Einzelausstellungen seit der deutschen Wiedervereinigung (unvollständig)
- 1991 Galerei 88, Hanua
- 1992 Galerie Bootz, Köln
- 1992 Ring Galerie Leipzig
- 1996 Dresdenr Bank Palais Leipzig
- 1998 Hauptsitz Sparkasse Leipzig
- 2000 Schloss Babenhausen
- 2002 Galerie Bremer, Berlin
- 2007 Stiftung "bin zi bena" Merseburg

- 2008 Markgalerie Grimma
- 2015 Gletscherstein art club, Leipzig
- 2017 Heck art Galerie Chemnitz
- 2025: Mühlengalerie, Döhlitzer Wassermühle, Leipzig[3]

## Kunst am Bau u. im öff. Raum
- Leibniz-Institut  für Pflanzengenetik und Kulturpflanzenforschung, Gatersleben
- Mehrzweckbau, ehem. CLG Gebäude, Pragerstraße, Leipzig
- Gemeindeamt Espenhain
- Behindertengerechts Wohnheim Dahlienstraße, Leipzig-Grünau
- Holon, Israel
- Park Gemeinde Borsdorf
- Areal Völkerschlachtdenkmal, Leipzig
- Wohnanlage Gletschersteinstraße 28, Leipzig-Stötteritz